# Polianka (oblast de Jytomyr)
Polianka (en ukrainien et en russe : Полянка) est une commune urbaine de l'oblast de Jytomyr, en Ukraine. Sa population s'élevait à 1 727 habitants en 2013.

## Géographie
Polianka se trouve à 4,5 km au sud de Baranivka, à 70 km à l'ouest de Jytomyr et à 202 km à l'ouest de Kiev.

## Histoire
Polianka est une commune urbaine depuis 1967.

## Population
Recensements (*) ou estimations de la population :
| 1970* | 1979* | 1989* | 2001* |
| ----- | ----- | ----- | ----- |
| 1 842 | 1 778 | 1 750 | 1 764 |

| 2010  | 2011  | 2012  | 2013  |
| ----- | ----- | ----- | ----- |
| 1 741 | 1 734 | 1 723 | 1 727 |

## Transports
Polianka se trouve à 146 km de Jytomyr par le chemin de fer et à 73 km par la route. La gare ferroviaire la plus proche se trouve à 35 km.